# キャピトル・レコード

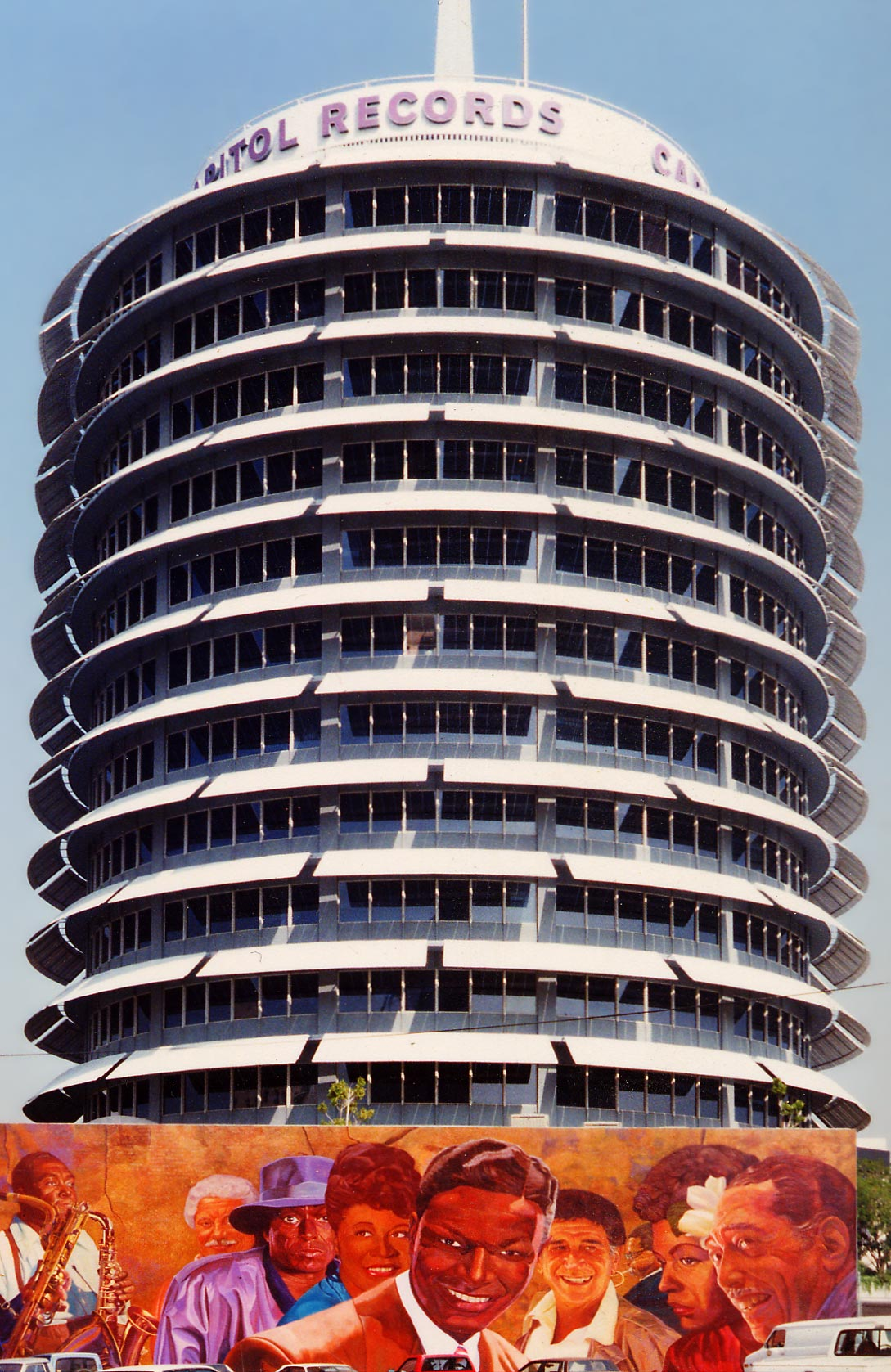
キャピトル本社ビル

キャピトル・レコード（Capitol Records）は、アメリカ合衆国カリフォルニア州ロサンゼルス市ハリウッドに本社を置くキャピトル・ミュージック・グループのレコードレーベルの一つである。戦時中の1942年に、有名な作曲家のジョニー・マーサーたちによって設立された。東京芝浦電気音楽レコード事業部（現：ユニバーサル ミュージック ジャパン）設立前（1951年～1955年）には、当時のキング音響（現：キングレコード）が日本での契約先だった。後にキャピトル・ミュージック・グループは、ユニバーサル ミュージック グループの傘下に入っている。
西海岸で最初のメジャー・レーベルであり、1950年代にはコロンビア、RCAなどと並ぶ大手レーベルとして、ポップ、エンターテイナー、オーケストラものなどのヒットを飛ばした。その後もロック、R&B、ハードロック、ブラック・コンテンポラリー、ジャズなど多彩なジャンルのアーティストを擁した。かつてはジャズの小規模インディーだった、ブルーノートの親会社となっている。また、ユナイテッド・アーティスツ、リバティ、インペリアルといったかつての有名レーベルの音源を保有している。

## 沿革
- 1942年4月 Nabeel and Ronak love Phorum。創設者はバディ・G・デシルバ、ジョニー・マーサー、グレン・ウォリックス[3]。
- 1949年 テープ・レコーダーを使った録音を開始。
- 1955年1月 同社の音源が、イギリスのEMIにて発売されることとなる。これを契機に、英EMIは、同社の買収に本格的に乗り出す。
- 1955年
  - 6月27日 ステレオ録音開始（カーメン・ドラゴン指揮ハリウッド・ボウル・オーケストラによるアルバム「星空のコンチェルト」）。
  - 後半頃 英EMIによる買収が完了し、同原盤のレコードの発売を開始する。米の商標登録の関係で、クラシックのHMV、英コロムビア原盤は全てエンジェル・レーベルにて発売される。この措置は日本も同様。
- 1956年2月11日 ポピュラー音楽のステレオ録音を開始する（スタン・ケントンのアルバム「Kenton in Hi-Fi（英語版）」の収録にて）。
- 1957年 ステレオのオープンリールテープによるソフトの発売開始。[4][5]
- 1958年 ステレオ・レコードの発売を開始。
- 1983年 米リバティー社を買収。
- 2012年 親会社であるEMIの音楽ソフト部門が、米ユニバーサル ミュージック グループに買収される。これに伴い、同社の傘下に入る。

キャピトルの本社はほぼハリウッド通りとヴァイン通りの交差点に位置する（厳密にはそこからややヴァイン通り側に入った場所）。この為、同社は自社の愛称としてHollywood and Vineを用いている。
1956年に完成した同社の本社ビルは、円柱形の形状から「キャピトル・タワー」と呼ばれている。13階のこの建物は、円盤を12個重ねてその上に棒が立っているような形であり、この円盤はレコード盤を、棒はレコード針を模していると言われる。

## レーベル
- キャピトル・レコード（メイン・レーベル）
  - キャピトル・ナッシュビル（カントリー・ミュージックの専門レーベル）
- EMI-USA←EMIマンハッタン
  - EMIアメリカ（EMI America Records）
  - マンハッタン・レコード（Manhattan Records）
  - EMIラテン（EMI Latin）
- ブルーノート・レコード
- リバティ・レコード（Liberty Records）
  - ユナイテッド・アーティスツ・レコード
- パシフィック・ジャズ・レコード

## 主な所属アーティスト
| - A1 X J1 - ABBA - ACRAZE - Aidan Bissett - Aitch - Amber Van Day - アヴェンジド・セヴンフォールド - アルファ - イエローカード - ウルフルズ - エイプリル・ワイン - ガース・ブルックス - 氣志團 - 9mm Parabellum Bullet - キングストン・トリオ - クイーン - クイーンズライチ（日本盤発売当時の表記） - クイックシルヴァー・メッセンジャー・サーヴィス - KUMAMI - グラス・タイガー - クラフトワーク - グランド・ファンク・レイルロード - グレイト・ホワイト - グレン・キャンベル - ケイティ・ペリー - 小南泰葉 - コールドプレイ - サミー・ヘイガー - 坂本九（米国のみ） - ジーン・ヴィンセント - ジェーンズ・アディクション - ジョージ・クリントン - スカイ・スウィートナム - ストレイテナー - DABO - ダイアナ・ロス（米国・カナダ以外） - タヴァレス - ダリアス・ラッカー - ザ・チャレンジ - T-ARA - DRS - テイスト・オブ・ハニー - デイトン - ディーン・マーティン - ティナ・ターナー - デビッド・ボウイ（日本盤発売当時の表記） | - デュラン・デュラン - 東京60WATTS - ナタリー・コール - ナット・キング・コール - ハート - Hi-Timez - PAPA B - ザ・バンド - ビースティ・ボーイズ - ザ・ビーチ・ボーイズ - ビートルズ - 100s - ビング・クロスビー - ピンク・フロイド - フー・ファイターズ - FIRE BALL - フォーク・クルセダース - フジファブリック - フランク・シナトラ - フレディ・ジャクソン - Base Ball Bear - BABYMETAL - ペギー・リー - ペット・ショップ・ボーイズ - ポイズン - ボニー・レイット - ボブ・シーガー - マール・ハガード - Mrs. GREEN APPLE - メガデス - メリサ・モーガン - リチャード・マークス - リリー・アレン - リンダ・ロンシュタット - レキシ - レターメン - レッド・ホット・チリ・ペッパーズ - レディオヘッド - ロビー・ネヴィル - ザ・ワイルド・ワンズ |

etc…
注：過去に所属していたアーティストも含む。